# Indiai sólyom
Az indiai sólyom (Falco jugger) a madarak osztályának sólyomalakúak (Falconiformes) rendjéhez, azon belül  a sólyomfélék (Falconidae) családjához tartozó faj.

## Előfordulása
Afganisztán, Pakisztán, India, Nepál, Bhután és Banglades területén honos.

## Megjelenése
Testhossza 39–46 centiméter, szárnyfesztávolsága 102–112 centiméter, a hímnek a testtömege 420–630 gramm, a tojóé pedig 675–1100 grammig terjed.
|  |

## Életmódja
Madarakkal, hüllőkkel és rovarokkal táplálkozik.

## Szaporodása

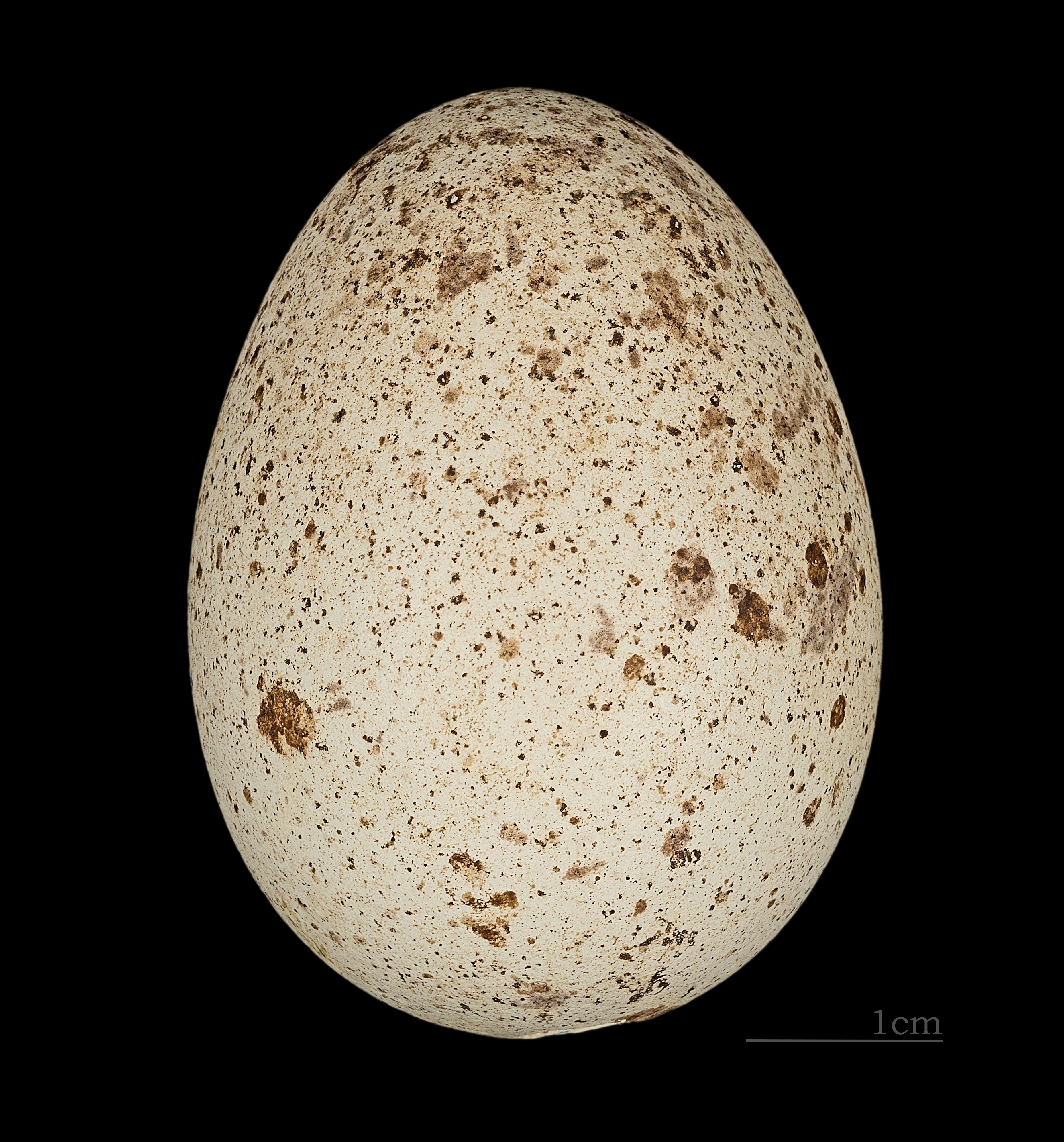
Falco jugger

Fészekalja 2-3 tojásból áll, melyen 30 napig kotlik.